# Stade Grimonprez-Jooris
Het Stade Grimonprez-Jooris was een multifunctioneel stadion in Lille, een stad in Frankrijk. Het stadion werd vooral gebruikt voor voetbalwedstrijden, de voetbalclub Lille OSC maakte tussen 1975 en 2004 gebruik van dit stadion. In het stadion was plaats voor 21.128 toeschouwers. Het stadion werd geopend in 1975, gesloten in 2004 en afgebroken in 2010.